# Streu (Ökologie)

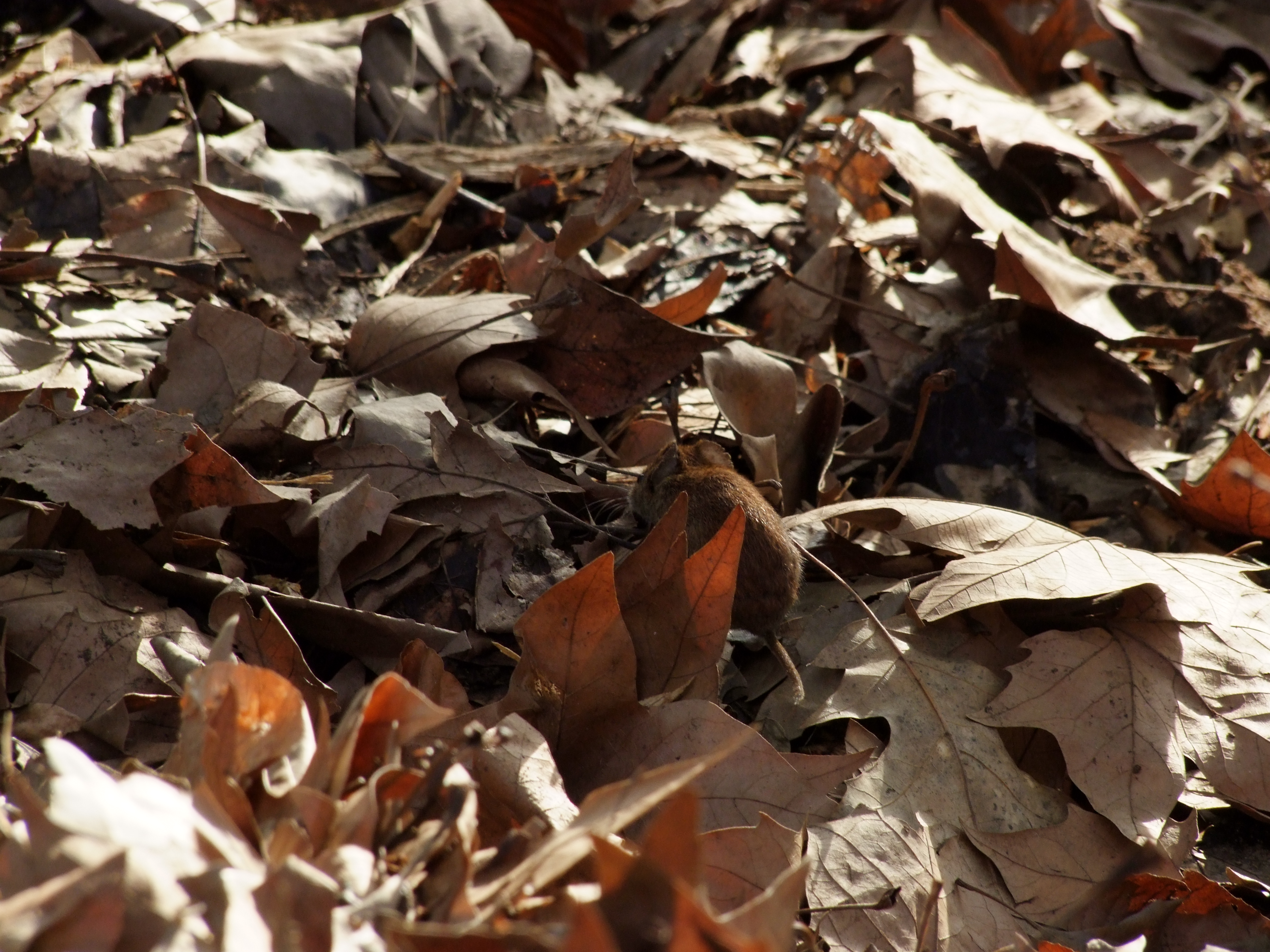
Abgestorbenes Pflanzenmaterial im Anfangsstadium der Zersetzung

Streu ist der Bestandsabfall der Vegetation, der weitgehend unzersetzt der Bodenoberfläche aufliegt und dort die Streuschicht bildet. Streuschichten finden sich vor allem dort, wo keine ackerbauliche Bewirtschaftung stattfindet, sowohl im Wald als auch in anderen Vegetationsformationen wie beispielsweise Grünlandbrachen. Die Streu bildet den sogenannten L-Horizont (von englisch litter „Streu“).
Streu wird auch das Pflanzenmaterial genannt, das im Rahmen der Einstreu für Viehställe, z. B. in sogenannten Streuwiesen gewonnen wird.

## Zersetzung
Bei der Streuzersetzung wird das organische Material unter Mithilfe von Bodenlebewesen wie Regenwürmern, Asseln, Milben, Springschwänzen und Mikroorganismen zu Humus umgewandelt. Die Dauer hängt von Umweltbedingungen und Streuzusammensetzung ab. Ein hoher Anteil von Nadelstreu verzögert im Gegensatz zu Laubstreu den Abbau. Feuchte, Wärme, hoher pH-Wert und Nahrungsangebot wirken sich beschleunigend aus. Unter günstigen Bedingungen kann die Streuschicht innerhalb weniger Wochen bis Monate gänzlich zersetzt werden.
Über die Dauer der Zersetzung von Streu lassen sich nur schwer Aussagen machen, da diese von zahlreichen Faktoren abhängig ist. Dazu zählen
- wie tief die Streu liegt,
- die Pflanzenart, von der die Streu stammt, oder
- der Größe der Streu (Feinstreu wird schneller zersetzt als Grobstreu).

Nimmt man an, dass gleich viel Streu anfällt wie zersetzt wird, ergibt sich für die Streu von Laubbäumen eine mittlere Umsatzdauer von 4 Jahren, für die Streu von Nadelbäumen 350 Jahre.